# Jestrum piercing
Een jestrum piercing, ook bekend als verticale medusa, is een piercing in de bovenlip die lijkt op de labret. Hij wordt geplaatst in het filtrum van de bovenlip, onder het neustussenschot. De jestrum wordt soms gecombineerd met een labret voor een symmetrisch uiterlijk.

## Risico's
Aangezien de jestrum piercing een mondpiercing is, meer bepaald een lip piercing, is het risico dat de piercing de tanden beschadigen. Om het risico voor infecties zoveel mogelijk te vermijden is het aangeraden om een alcoholvrije mondspoeling dagelijks te gebruiken.